# Gilead Sciences
Gilead Sciences, Inc. ist ein Pharmazie- und Biotechnologieunternehmen aus den Vereinigten Staaten mit Sitz in Foster City, Kalifornien. Das Unternehmen ist im S&P 500 gelistet. Mit einem weltweiten Umsatz von rund 29 Milliarden US-Dollar (2024) ist es eines der größten Pharmaunternehmen der Welt.
Gilead Sciences beschäftigt rund 14.000 Mitarbeiter an Standorten in Nordamerika, Europa und Australien und erforscht und kommerzialisiert dort Therapien für verschiedene Erkrankungen, wie beispielsweise HIV, Hepatitis B, Hepatitis C und Influenza.

## Geschichte
Im Juni 1987 gründete der damals 29-jährige Arzt Michael Riordan die Firma Oligogen, Inc., die 1988 in Gilead Sciences umbenannt wurde. Der Name des Unternehmens und das Logo beziehen sich auf den biblischen Ort Gilead, und zwar wegen der für ein Pharmaunternehmen passenden Wortkombination aus Jeremia 8,22: „Gibt es kein Heilmittel in Gilead?“.
Im Januar 1997 wurde Donald Rumsfeld Vorsitzender des Aufsichtsrates, dessen Mitglied er seit 1988 gewesen war. Er trat von diesem Posten zurück, als er Verteidigungsminister unter George W. Bush wurde. Sein Aktienanteil wurde auf einen Wert von fünf bis fünfundzwanzig Millionen US-Dollar geschätzt. Er dürfte noch gestiegen sein, als im Herbst 2005 die erhöhte Nachfrage nach Tamiflu (wegen der Vogelgrippe H5N1) die Gilead-Aktien in die Höhe trieb.
2015 begann Gilead eine Kooperation mit dem belgischen Unternehmen Galapagos, in dessen Mittelpunkt seitdem die Entwicklung und der Vertrieb des Wirkstoff Filgotinib steht, einem Medikament zur Behandlung von Rheumatoider Arthritis, welches seit September 2020 in Europa und Japan zugelassen ist. Gilead übernahm im Zuge der Zusammenarbeit schrittweise Anteile von Galapagos.
Im März 2020 verkündete Gilead Sciences die Übernahme des US-amerikanischen Pharmaunternehmens Forty Seven, dessen wichtigstem Produkt Magrolimab seitens der FDA ein beschleunigtes Zulassungsverfahren (Fast Track Designation) gewährt wurde.
Im Juni 2020 wurde bekannt, dass das Pharmaunternehmen AstraZeneca eine Fusion mit Gilead Sciences erwägt und hierzu Gespräche aufgenommen hat. Bis heute ist dieser Zusammenschluss jedoch nicht erfolgt.
Im Dezember 2020 kaufte Gilead den deutschen Biopharmazeutik-Hersteller MYR Pharmaceuticals für etwa 1,15 Milliarden Euro.

## Produkte
Gilead Sciences bietet Produkte für folgende Anwendungsgebiete an (Stand April 2020):
- HIV/AIDS (Lenacapavir)
- Lebererkrankungen
- Hämatologie/Onkologie/Zelltherapie
- Herz-Kreislauf-Erkrankung
- Entzündungen
- Erkrankungen des Atemtrakts

Bekannte Arzneimittel sind beispielsweise Atripla, Tamiflu, Emtriva, Truvada, Viread und Sovaldi. Ein mit „Sonderzulassungen“ und in der Entwicklung befindlicher Wirkstoff ist Remdesivir zur Behandlung von COVID-19, der vorher schon während der Ebolafieber-Epidemie 2018 bis 2020 erfolgreich eingesetzt wurde.

## Kennzahlen
| GJ   | Umsatz in Mio. US-$ | Jahresüberschuss in Mio. US-$ | Angestellte |
| ---- | ------------------- | ----------------------------- | ----------- |
| 2005 | 2.028               | 814                           | 1.900       |
| 2006 | 3.026               | -1.190                        | 2.515       |
| 2007 | 4.230               | 1.585                         | 2.979       |
| 2008 | 5.336               | 1.979                         | 3.441       |
| 2009 | 7.011               | 2.636                         | 3.852       |
| 2010 | 7.949               | 2.901                         | 4.000       |
| 2011 | 8.385               | 2.804                         | 4.500       |
| 2012 | 9.702               | 2.592                         | 5.000       |
| 2013 | 11.202              | 3.075                         | 6.100       |
| 2014 | 24.890              | 12.101                        | 7.000       |
| 2015 | 32.639              | 18.108                        | 8.000       |
| 2016 | 30.390              | 13.501                        | 9.000       |
| 2017 | 26.107              | 4.628                         | 10.000      |
| 2018 | 22.127              | 5.455                         | 11.000      |
| 2019 | 22.449              | 5.386                         | 11.800      |
| 2020 | 24.689              | 123                           | 13.600      |
| 2021 | 27.305              | 6.225                         | 14.400      |

## Kritik

### Sovaldi
Die Vermarktung von Sovaldi (Sofosbuvir) hat eine kontroverse gesellschaftliche Debatte ausgelöst. Eine Kalkulation der AOK von 2014 ergab, dass aufgrund des hohen Preises die Kosten nur dieses einen Medikamentes bis zu einem Fünftel der gesamten deutschen Arzneimittelausgaben ausmachen könnten. Weiterhin wird kritisiert, dass Gilead „astronomisch hohe Preise“ verlangt: So kostet eine reguläre 12-Wochentherapie bis zu 60.000 Euro, wohingegen Berechnungen ergeben haben, dass die Herstellungskosten lediglich 136 Dollar betragen, womit zusammen mit den Entwicklungs- und Vertriebskosten der Gesamtpreis für die 12-Wochen-Therapie nur etwa 1500 Dollar beträgt. Nach Reanalyse von Kosten-Nutzen-Analysen, die von Gilead in Auftrag gegeben wurden, steht der Preis von Sofosbuvir für drei Viertel der deutschen Patientenpopulation nicht in einem angemessenen Verhältnis zum Nutzen. Nach Ansicht von Wolfgang Becker-Brüser sei der Preis durch nichts gerechtfertigt, zumal die Kostenkalkulation von Gilead völlig intransparent sei.
Dagegen können betriebswirtschaftliche Motive eine Rolle spielen, da Gilead 2011 die an der Entwicklung von Sovaldi verantwortliche Biotech-Firma Pharmasset für elf Milliarden Dollar kaufte. Demgegenüber machte Gilead alleine 2014 einen Reingewinn von 10,3 Milliarden Dollar. Dies wird auch durch den Umsatzzuwachs unterstrichen. Im Jahr 2014 machte Gilead Sciences einen weltweiten Umsatz von 24,47 Milliarden US-Dollar, verglichen mit dem Umsatz von 2013 (10,80 Milliarden) entspricht dies einem Zuwachs von 127 Prozent beim Umsatz. Ein derart großer Anstieg ist unter den 25 größten Pharmaunternehmen der Welt extrem selten.

### Remdesivir
Das Medikament Remdesivir soll bei COVID-19 eingesetzt werden. Der Konzern hat den Preis pro Ampulle auf 390 US-Dollar (bzw. 520 US-Dollar für Privatpatienten) festgesetzt. Eine 5-tägige Behandlung kostet somit 2340 bzw. 3120 Dollar. Mehrere US-Generalstaatsanwälte warfen Gilead im August 2020 in einem Brief an die amerikanische Gesundheitsbehörde Preistreiberei für das Medikament vor und mahnten an, die Kosten zu senken.
Am 20. November 2020 hat die WHO ihre Empfehlung zur Behandlung von COVID-19-Patienten mit dem Medikament Remdesivir widerrufen.